# Pornokratès
Pornokratès, ook wel getiteld La Dame au cochon (Nederlandse vertaling: De dame met het varken), is een schilderij van de Belgische kunstschilder Félicien Rops uit 1878 in waterverf en gouache, 75 x 48 centimeter groot. Het werk bevindt zich in de collectie van het Musée provincial Félicien Rops te Namen.

## Context
Rops schilderde Pornokratès op 45-jarige leeftijd, toen hij in Parijs samenwoonde met de zussen Léontine en Aurélie Duluc, twee mooie jonge hoedenontwerpsters met wie hij een ménage à trois onderhield. Ze zouden allebei een kind van hem krijgen. Rops leidde een controversieel leven, hetgeen zijn oorzaak vond in een diepe afkeer van de hypocrisie van het katholieke geloof, ontstaan nadat hij op jonge leeftijd een jezuïetenschool bezocht. Hij uitte die afkeer niet alleen in zijn non-conformistische levenswijze, maar ook door zich in zijn werk te richten op met name voor gelovigen sterk provocerende thema's, gerelateerd aan erotiek, dood en satanisme. Pornokratès is wat dat betreft exemplarisch. Hij schilderde het werk in een heet gestookt appartement, doortrokken van hars en cyclaam-geuren, welke hem naar eigen zeggen in een koortsachtige toestand brachten die de basis vormde voor zijn producties.

## Iconografie
Rops beeldt in zijn Pornokratès een vrouw af met een varken aan een leiband, en profil, van links bezien. Klaarblijkelijk stelt ze een courtisane voor. Ze is bijna naakt, met uitzondering van haar zijden kousen, schoenen, lange handschoenen, oorbellen, een grote blauw zijden strik met goudkleurige band en een blinddoek. Boven het varken, dat een gouden staart heeft, zweven drie gevleugelde putti als geschrokken van het tafereel weg. Rops noemt de putti in een brief aan zijn vriend Henri Liesse "drie liefdes, oude liefdes, verdwijnend in tranen".
De afgebeelde vrouw straalt kracht en verlokking uit: een femme fatale die "de teugels in handen" heeft. Het varken staat symbool voor de man, in beestachtige conditie, onderdanig en onwetend, gecontroleerd door de vrouw, refererend aan de mythe van Circe. Zijn gouden staart, symbool van de duivel en verwijst naar luxe en ontucht. Toch is het het varken dat de vrouw leidt in haar blindheid, niettegenstaande haar dominantie, wreedheid en verleidingskracht. In zekere zin draait Rops de rollen om en beschouwt hij de vrouw als het "menselijk dier".
Rops noemt zijn afbeeldde dame Pornokrates, heerseres in het door Pierre-Joseph Proudhon beschreven anti-feministische rijk van de pornocratie, een bestuursvorm waarin amoureuze relaties en eerzuchtige maîtresses een doorslaggevende rol spelen. Dubieus verwijst de titel ook naar Christus Pantocrator. In feite wilde hij aangeven dat de werkelijke macht nooit bij de heersers ligt. Daarmee is het schilderij een ultieme weergave van Rops' vrouwbeeld op dat moment in zijn leven, alsook van zijn overtuiging dat in geen enkele relatie duidelijk is wie daadwerkelijk de baas is.
De vrouw, Pornokrates, is door Rops afgebeeld op een marmeren plateau met een fries, waarop de vier allegorieën van de kunst staan afgebeeld: beeldhouwkunst, muziek, literatuur en schilderkunst. Ze worden weergegeven als klassieke mannelijke figuren, afgebeeld als wanhopige, verslagen gestaltes. Rops wil hiermee aangeven hoe zinnelijkheid en erotiek de kunst heeft verslagen, een opvatting gehuldigd door de stroming van het decadentisme, waar de kunstenaar deel van uitmaakte. Daarmee verzet hij zich tevens en rechtstreeks tegen academische kunst die toen in officiële kunstkringen nog steeds als leidend gold.
Rops zou het thema van Pornokratès later nog in diverse uitvoeringen herhalen. Zo bevindt zich een ets in het Los Angeles County Museum of Art, een aquatint in het Nationaal Museum voor Westerse Kunst in Tokio en een heliogravure eveneens in het Musée provincial Félicien Rops en het Antwerpse Museum De Reede.

## Galerij

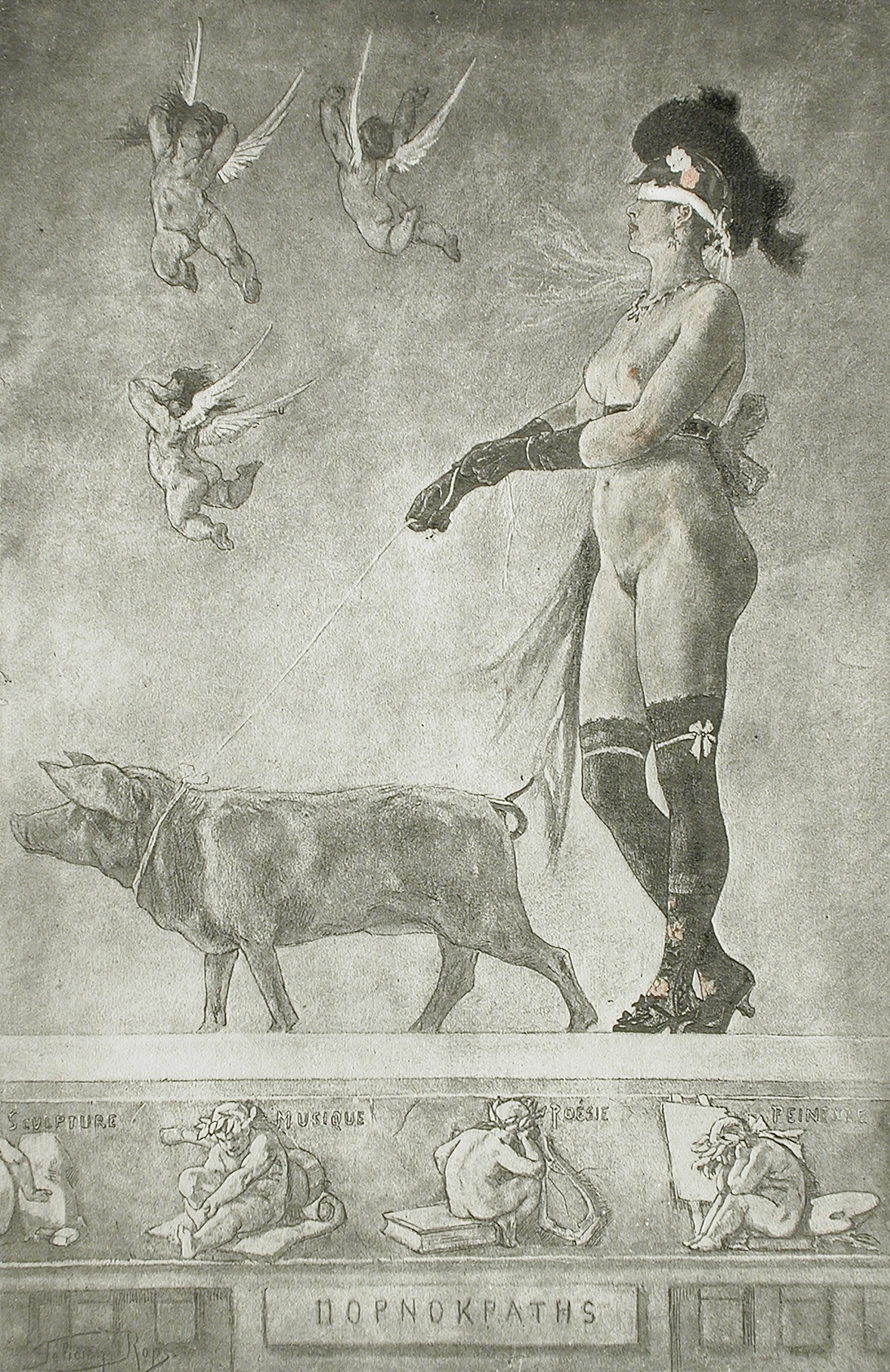
Ets op zachte ondergrond, 1896, LACMA
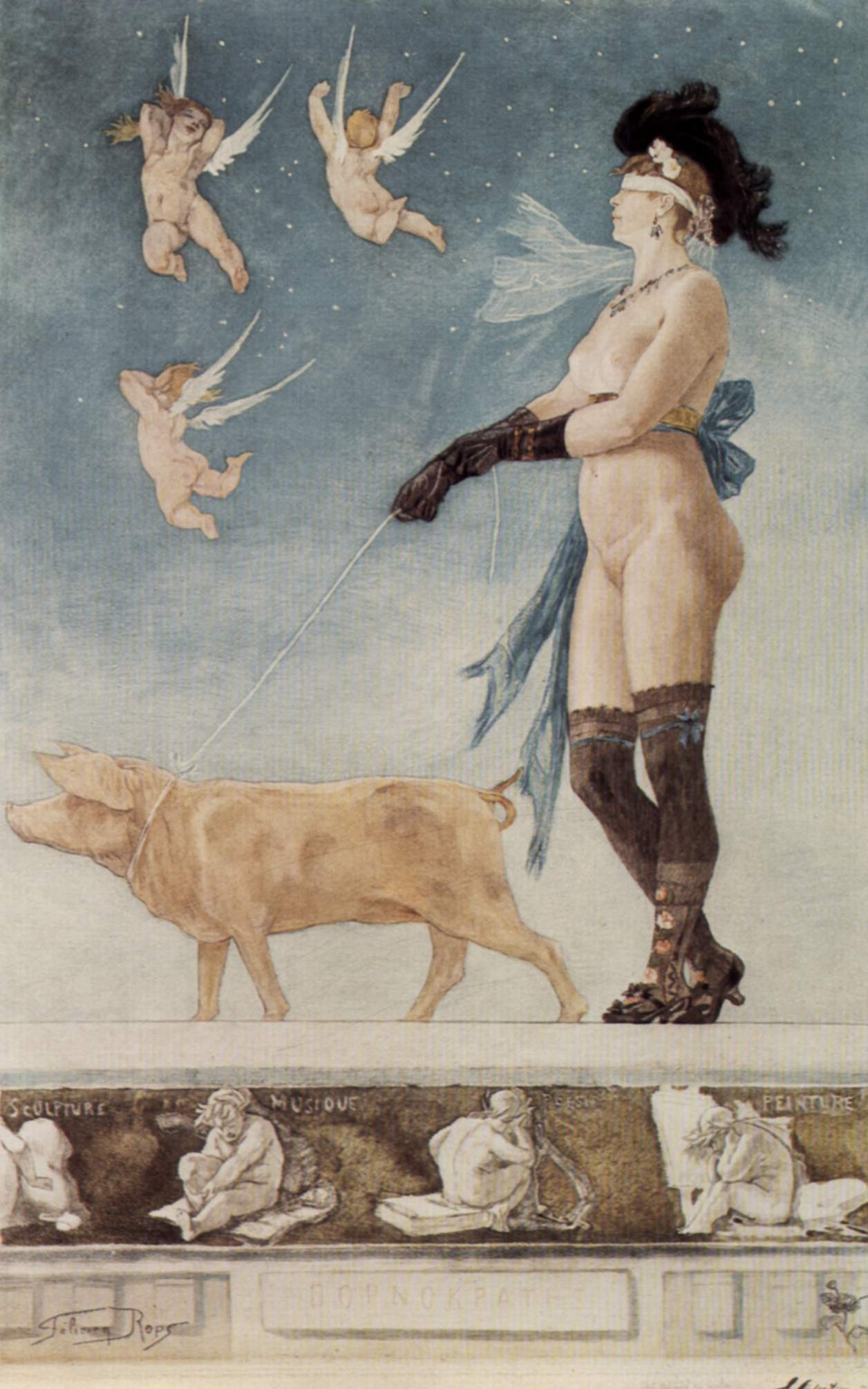
Ets ingekleurd met waterverf, privécollectie
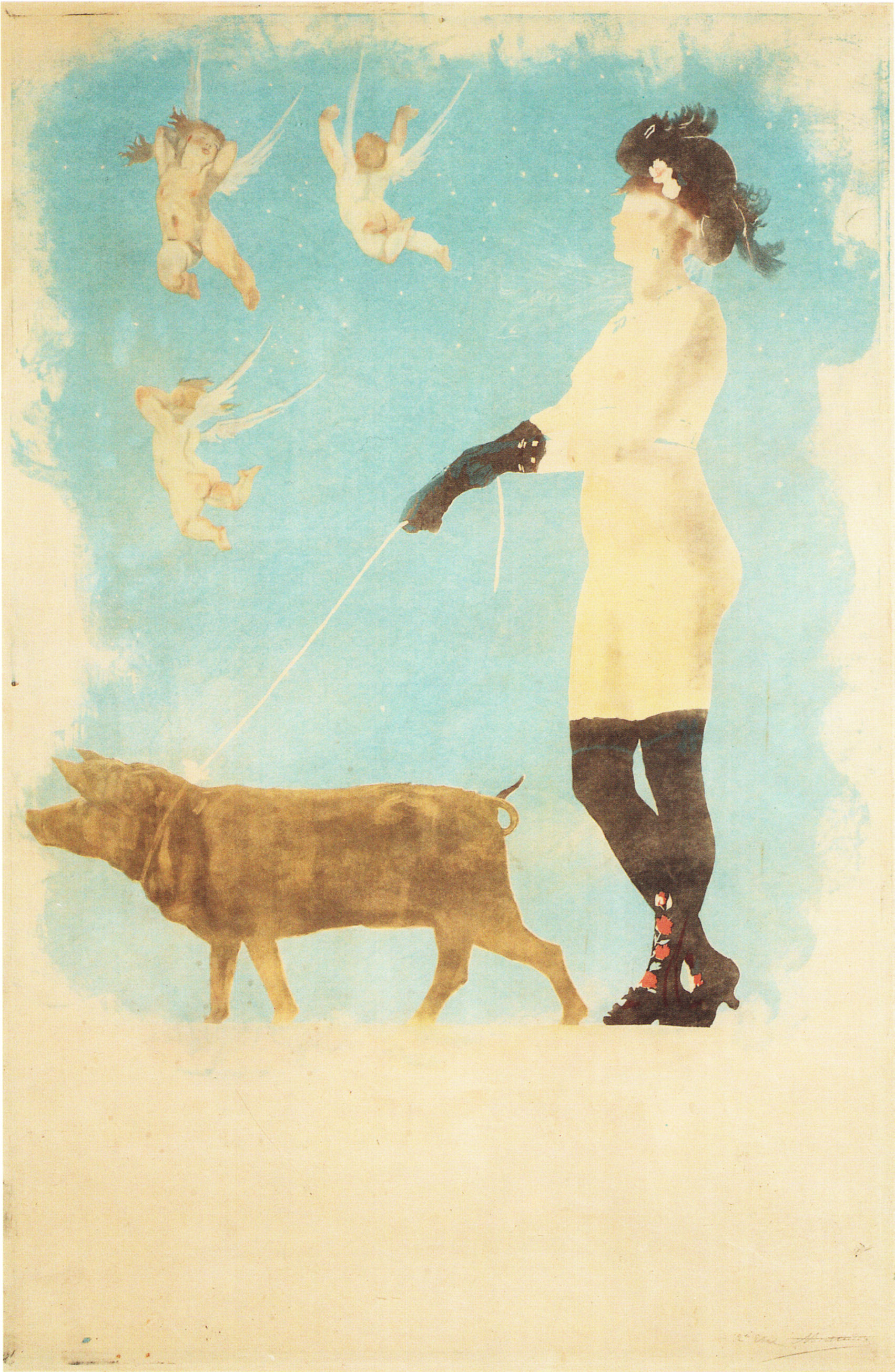
Heliogravure, 1896, Musée provincial Félicien Rops